# Дача Зеленогорска
Дача расположена в Курортном районе Санкт-Петербурга, в городе Зеленогорске, по адресу Приморское шоссе, дом 570 (литеры И и К). Находится на территории пансионата «Северная Ривьера», на берегу Финского залива.

## Описание
Из двух дач, находившихся на этой территории, к настоящему времени сохранилась лишь одна, так называемая «дача в стиле модерн» (дом 570 литера И). На территории дачи находится каменный погреб, над входом которого выгравированы цифры «1927» — возможно, это год постройки погреба. К этой дате владельцем дачи числился Эйнар Вильгельм Кунтту, который был директором Выборгского отделения одного из банков Териоки. Ранее, с 1910 года, дача принадлежала Елене Ивановне Лумберг, жене архитектора Фёдора Фёдоровича Лумберга, который, возможно, и построил дачу.
В 1910 г. владельцем дачи была некая Петрова. Позже владельцем дачи называли Фреда Гейтеля, который, вероятно, как и многие другие бывшие дачники не финского происхождения, оставшиеся в Финляндии после революции, «финнизировал» свою фамилию, превратившись в Хейккиля. Кем-то из первых владельцев перед дачей была установлена скульптура льва, попирающего кабана. Сейчас она практически разрушена.
Печи этой дачи изготовлены в начале XX в. по проекту известного архитектора Эдуарда Диппеля. Это одни из немногих изразцовых печей, сохранившихся в Зеленогорске. Они являются памятниками декоративно-прикладного искусства и художественной промышленности.
После войны дача была одним из корпусов санатория ЦК профсоюзов работников промышленности вооружения. Затем использовалась как общежитие для сотрудников санатория «Северная Ривьера». К территории дачи также относятся ограда и подпорная стенка из гранитных блоков.
Ансамбль двух дач с территорией и оградой является объектом культурного наследия регионального значения на основании решения Исполкома Ленгорсовета № 963 от 05.12.1988.
Вторая — так называемая «шведская дача» (дом 570 литера К) — сгорела в середине 2000-х гг.

## Галерея

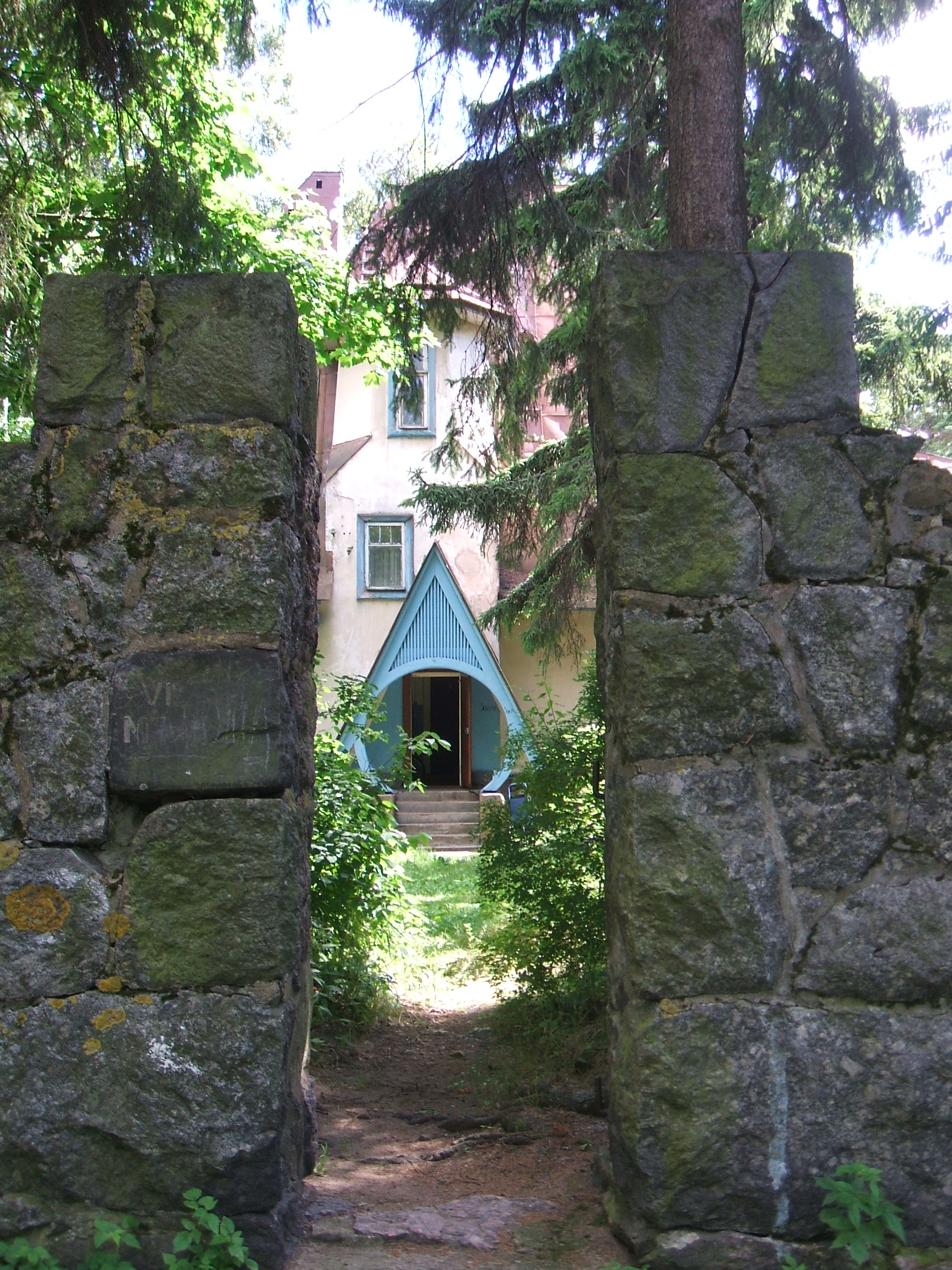
Вход на дачу
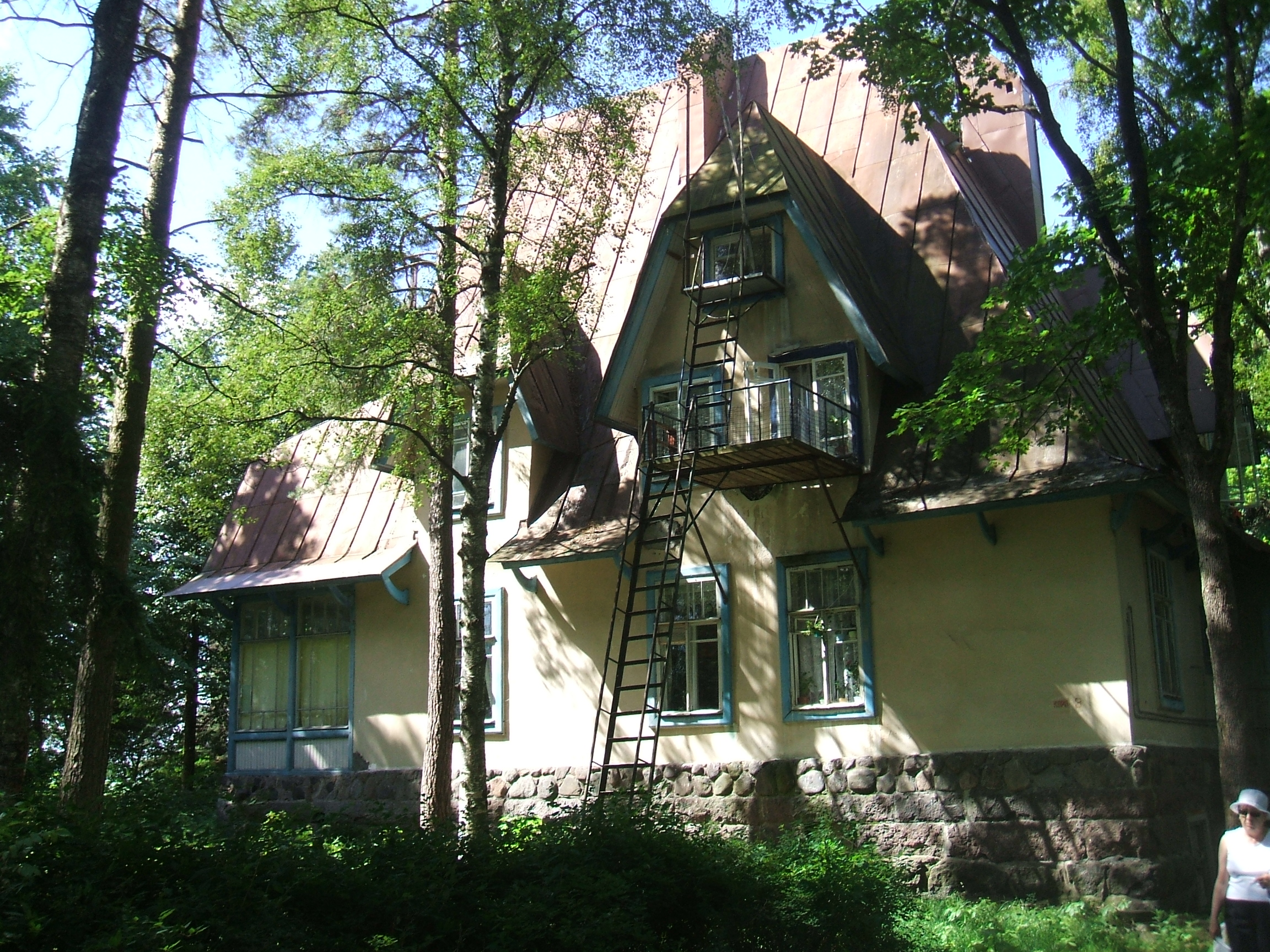
Западный фасад
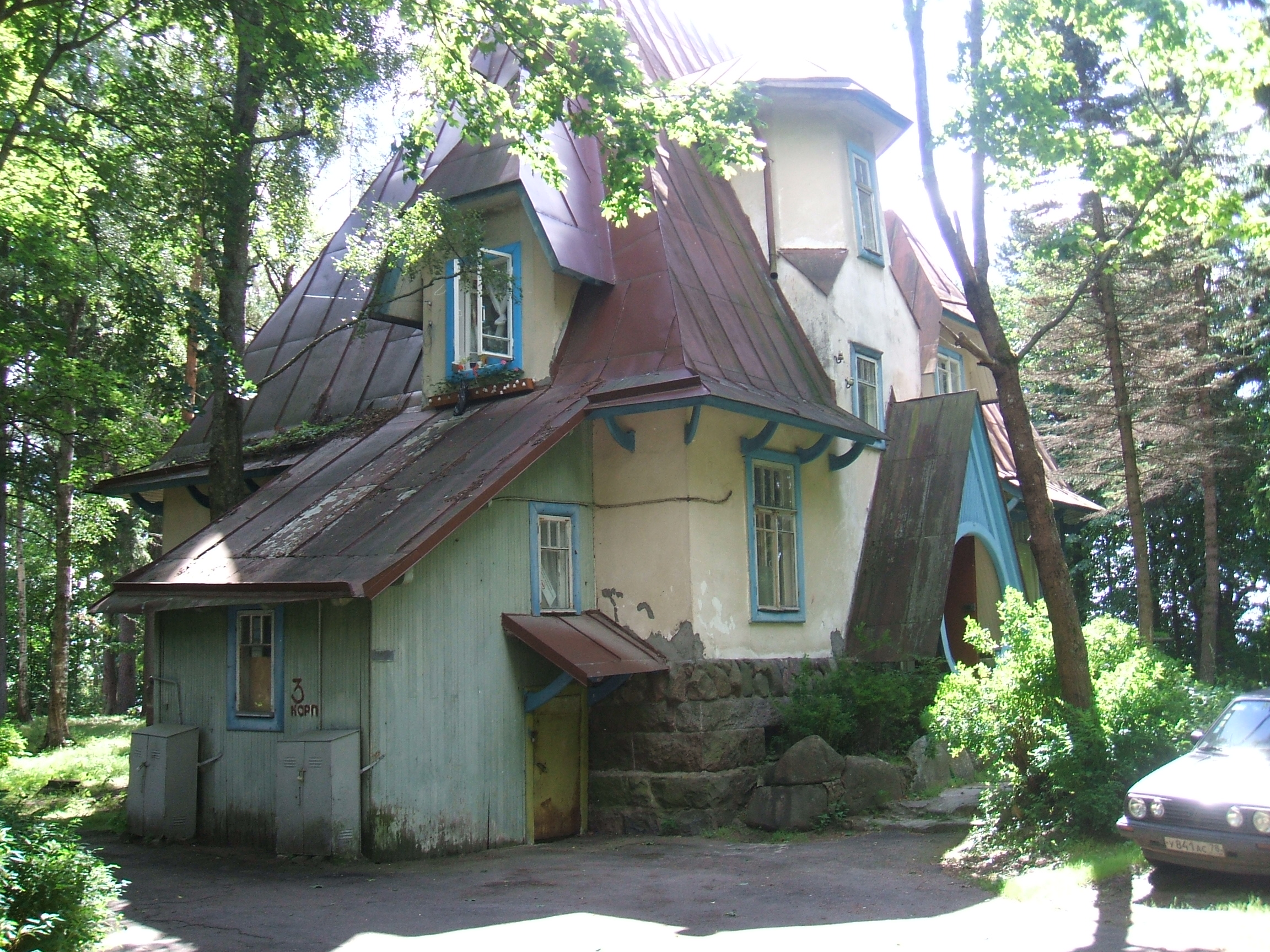
Юго-восточный фасад
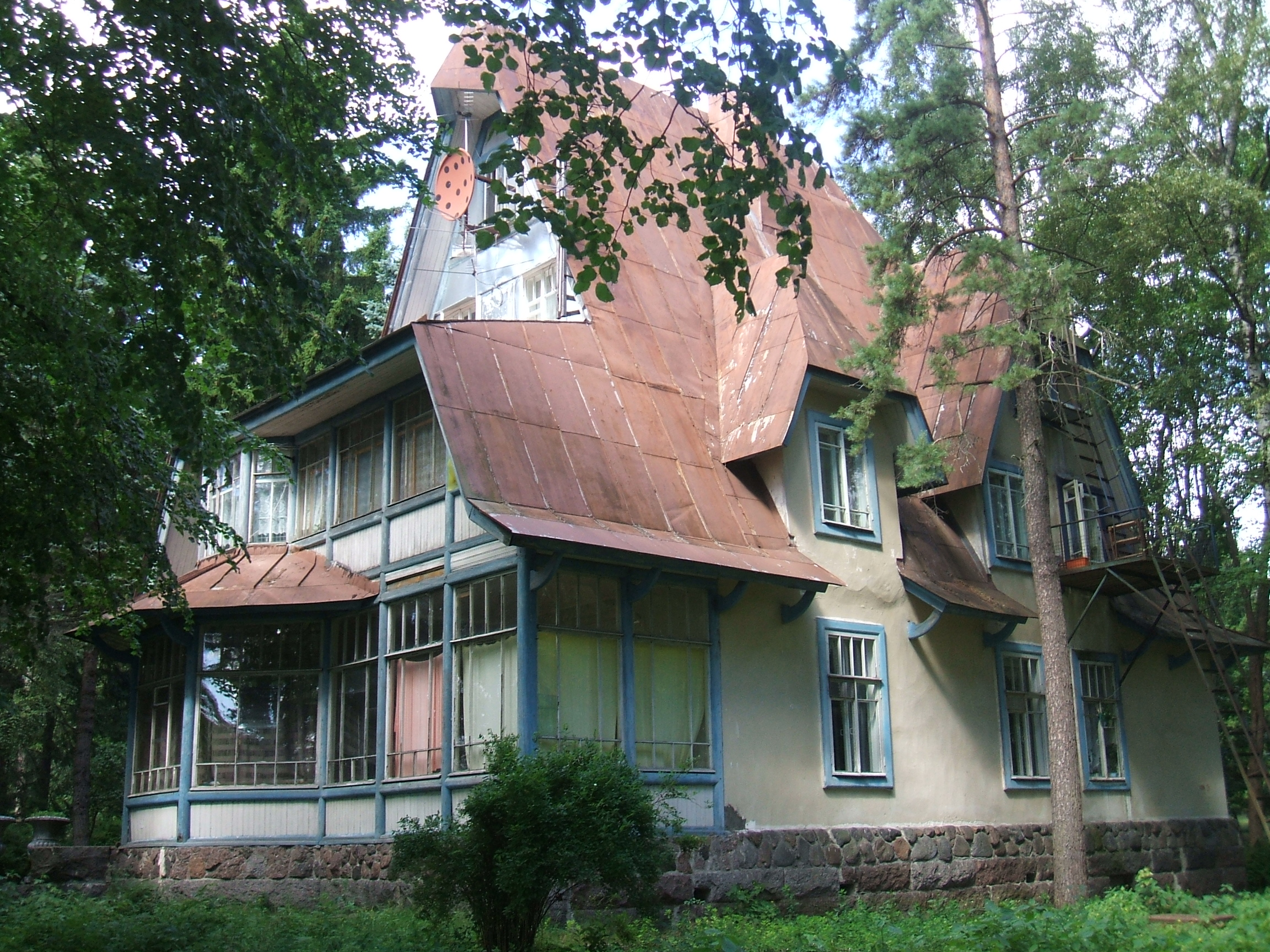
Северо-западный фасад
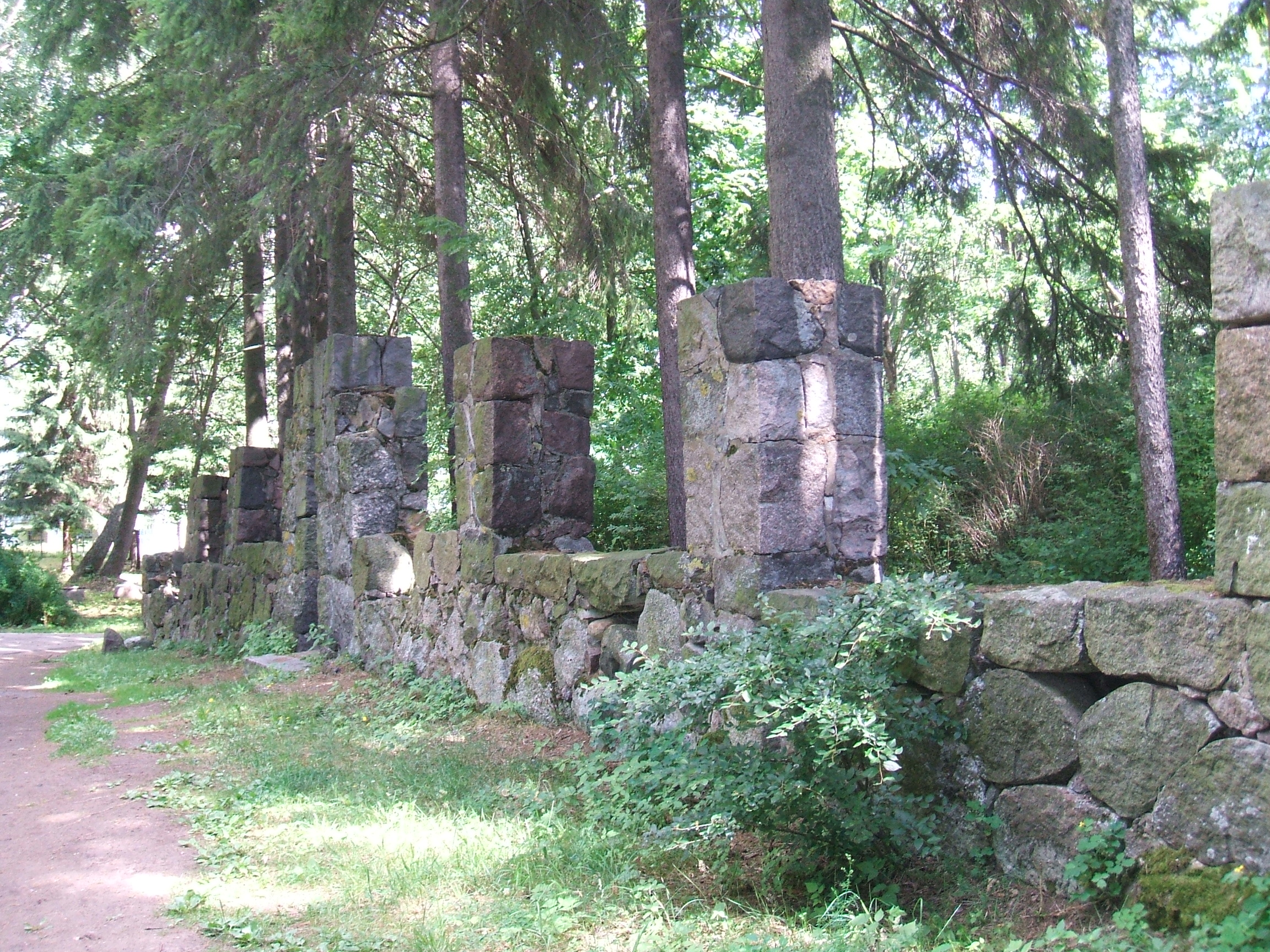
Ограда
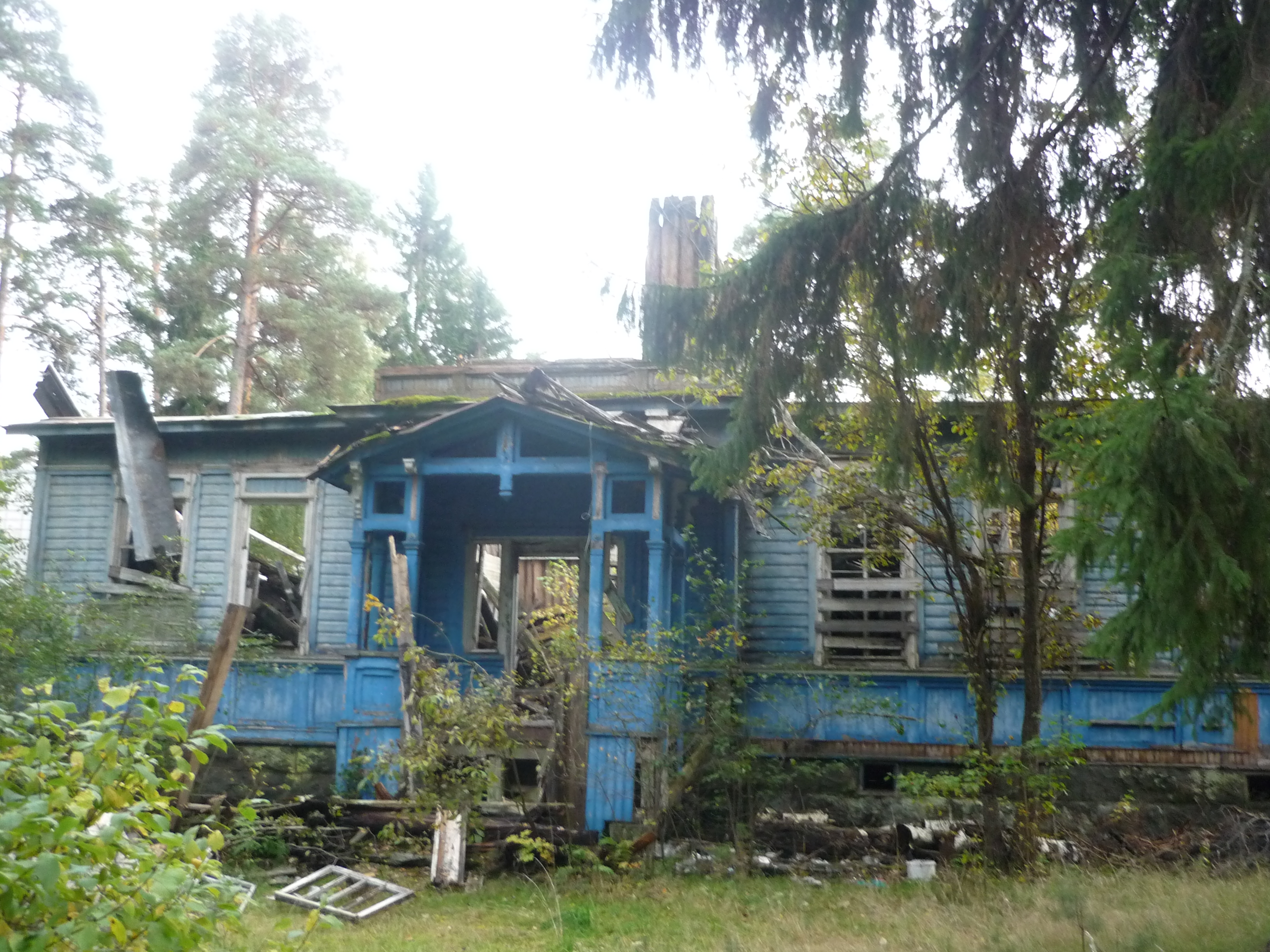
Руины «шведской дачи»
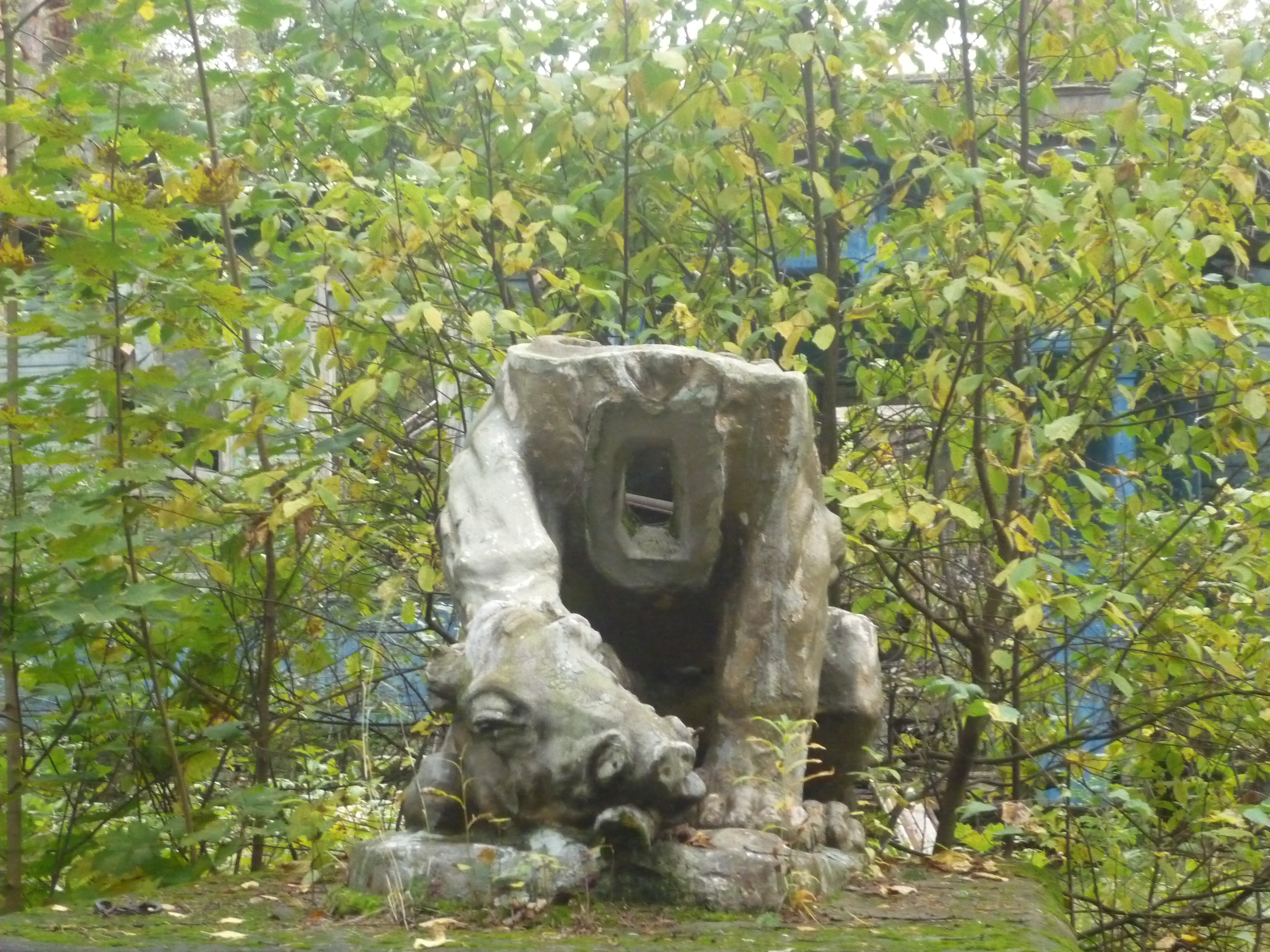
Разрушенная статуя льва